# Prosoplus beccarii
Prosoplus beccarii är en skalbaggsart som beskrevs av Stefan von Breuning 1939. Prosoplus beccarii ingår i släktet Prosoplus och familjen långhorningar. Inga underarter finns listade i Catalogue of Life.